# منتخب تشيكوسلوفاكيا لكأس ديفيز
منتخب تشيكوسلوفاكيا لكأس ديفيز هو ممثل تشيكوسلوفاكيا الرسمي في كرة المضرب في كأس ديفيز
.